# Cinéma colonial
 (mai 2020).
Le cinéma colonial est un courant cinématographique qui mêle divertissement, reportages ethnographiques et intérêt scientifique, exotisme et propagande coloniale .

## En France
Les films sont produits et tournés notamment dans les colonies françaises maghrébines, subsahariennes et indochinoise. Derrière le simple divertissement se cache un double objectif plus profond : à la fois montrer la supériorité métropolitaine pour le public français, et mettre en avant l'apport de la mission civilisatrice chez les colonisés dans les divers lieux spécialisés mis en place au long du XXe siècle dans les villes coloniales.

### Cinéma ethnographique, exotisme et propagande coloniale
Le cinéma colonial mêle à la fois une étude scientifique apportée par l’ethnographie, une vision du monde européocentrique par le développement de l'exotisme, et la volonté d'instrumentaliser les colonisés par la propagande. 
Le cinéma ethnographique apparaît à la fin du XIXe siècle, dans une période de développement de l'observation scientifique. La fusion de deux domaines permet de montrer aux Européens et aux Américains, la culture et les modes de vie de peuples éloignés, considérés comme primitifs, en captant l'organisation de leurs sociétés. Par ce biais, les Occidentaux peuvent observer les étapes de l'évolution de l'humanité à travers des sociétés-témoins, vierges de toute modernité. Cela correspond en d'autres termes à du cinéma documentaire. Le Français Félix Regnault filme en 1895 Une femme ouolove qui fabrique de la poterie. Sa démarche se rapproche de l'ethnologie humaine, où il capte des spécificités de comportements et d'attitudes physiques. Albert Kahn, quelques années plus tard, est à l'origine de l'ethnologie d'urgence, qui fait l'état de l'environnement naturel et culturel de ces peuples. Globalement, le cinéma ethnographique permet pour les Européens — et les Français en particulier[pourquoi ?] — de découvrir le monde. Rapidement, l'attrait pour l’exotisme s'amplifie avec un cinéma colonial où l'imaginaire a du mal à distinguer la fiction de la réalité. La Croisière noire de Léon Poirier est d'ailleurs la représentation de la rupture entre cinéma ethnographique et exotisme.
L'exotisme dans le cinéma colonial représente le caractère inégal de deux sociétés. En effet, à travers la vision de ce qui n'est pas naturel chez l'autre pour les Européens et donc pour les Français, ces derniers tirent un sentiment de supériorité[pourquoi ?]. On parle d'une centralité blanche qui développe deux sentiments distincts. Soit la volonté d’expansionnisme colonial, ou alors le rejet, et le désir pour ne pas dire le besoin de maintenir une distance entre la supériorité blanche et la nature sauvage des peuples, qui transparaît à l'écran. L’exotisme fait donc le constat de différences irréductibles à travers une description distanciée de l'autre.
En France, les partisans de la présence occidentale dans les colonies cherchent à créer un imaginaire autour des possessions françaises. Pour cela, ils mettent en place une propagande autour du colonialisme civilisateur, à travers les films coloniaux. Le cinéma colonial français participe à la propagande officielle en métropole. Au départ ce sont des comités ou des instituts coloniaux qui se chargent de la construction et de la diffusion de cette propagande. Mais le cinéma colonial devient un outil de propagande lorsque l'État décide d'intervenir et d'en prendre le contrôle. Le cinéma colonial, c’est un cinéma de fiction et de documentaire. C’est un moyen de faire rentrer les colonies dans l’imaginaire des Français. En filmant la vie des populations colonisées, l'objectif est de faire prendre conscience de l'immensité de l'Empire mais également montrer l'importance de la mission dite civilisatrice. L'Empire est présenté comme un soutien aux populations. De 1912 à 1962, la production cinématographique au sein des colonies est conséquente, on parle « de près de neuf cents films de fiction et sans doute trois fois plus de documentaires et de films de propagande ».

### Les colonies subsahariennes

#### La production des films coloniaux en Afrique subsaharienne

Parcours de l'expédition automobile « La croisière noire » notamment à travers les colonies françaises.

La production cinématographique dans les colonies ne montre pas les logiques de colonisation mais elle sert de décor à des fictions, documentaires ou docufictions. Sur huit cents films coloniaux conservés,  environ 26 % sont tournés en Afrique subsaharienne.
Les films coloniaux sont tournés en partie en Afrique subsaharienne pour raffermir l'authenticité du décor, avec l'objectif de montrer l’exotisme des colonies à travers la caméra. C'est le cas notamment pour L'Homme du Niger. Ce film retrace l'itinéraire du commandant Breval dans la colonie du Soudan français. Ce dernier est le symbole de la mission civilisatrice française dans la mesure où il fait construire un barrage, dont l'objectif est de fertiliser la région. Le film est tourné dans différents endroits, à Bamako, Ségou ou encore Markala. Le tournage se déroule donc dans l'actuel Mali, où les héros sont confrontés à la chaleur, aux animaux sauvages, aux maladies tropicales... L'arrière-plan exotique du film est tourné dans un cadre réaliste, car un barrage est réellement en construction sur les bords du Niger, ce qui donne une dimension documentaire. La production de ce film à cet endroit n’est donc pas anodine, elle a pour but de montrer les bienfaits de la présence française au Soudan français grâce à la réalisation de ses images. En effet, le cinéma est un vecteur de propagande efficace par son caractère auditif et visuel qui est plus trompeur que d’autres moyens de racolage.
Globalement, une grande partie des colonies subsahariennes françaises servent de décors réels à la production des films coloniaux. La Croisière noire de Léon Poirier, est un film qui retrace l’expédition Citroën d’Alger à Madagascar. Cette œuvre cinématographique est produite à partir des images tournées dans les colonies françaises, en accompagnant et légitimant l’acte colonial. De fait, le film retrace cette expédition automobile qui traverse l’actuel Mali, Niger, Tchad et la République centrafricaine, qui étaient à l’époque réparties entre l’Afrique-Occidentale française et l’Afrique-Équatoriale française. Les spectateurs métropolitains peuvent par ce biais visualiser une partie des colonies de l’empire français en Afrique subsaharienne à partir des 27 kilomètres de pellicules tournées. Les colonies qui bordent le Golfe de Guinée et qui ne sont pas traversées par ce périple apparaissent aussi à l'écran, notamment à partir de 1930 où la production cinématographique augmente. La Femme et le Rossignol est tourné en Côte d'Ivoire en 1931. Au Cameroun, les films commencent à être tournés sur place dès 1927. La France y produit plus d’une vingtaine de films entre 1935 et 1960. Le but est à l’origine de réaliser des œuvres destinées à la propagande à la suite d’une période d’occupation allemande. La société France Outre-mer films se voit confier par un certain commissaire Pierre Boisson la réalisation de trois films : L’œuvre de la France au Cameroun, Les richesses du Cameroun et A travers le Cameroun. Derrière la fonction ludique que représente le cinéma, cette trilogie est produite avant tout pour montrer la présence bénéfique des Français et les richesses de la colonie, qui mérite d’appartenir et d’être défendue par les colons.

#### La représentation des autochtones
Dans le cinéma colonial français, les noirs africains sont présentés comme des personnes sauvages et primitives qu'il faut humaniser. Les films sont plus le reflet des peurs, des aspirations et des fantasmes des Européens, que de la véritable vie des colonisés africains. À travers les films coloniaux se cachent de véritables ambitions de propagande. Jean Rouch, tourne Au pays des mages noirs en 1947. Son but originel est de montrer à travers des images ethnographiques les colonies africaines et leurs cultures. La société de production, les Actualités françaises, organise les images dans un sens différent de ce qu’elles ont été tournées par Jean Rouch, pour créer chez le spectateur un imaginaire exotique. De plus, ils ajoutent dans la version finale des éléments étrangers au film initial. Des lions ou encore des forêts tropicales apparaissent à l’image, alors que dans les faits, ils n’ont jamais été filmés. Cela nie le caractère documentaire du film pour le côté dramaturgique, plus susceptible de plaire aux spectateurs métropolitains. Ce film à succès est l’exemple de la représentation simplifiée et déformée de l’Afrique pour le public français, que Jean Rouch lui-même qualifie de « monstre ». De nombreux clichés sur les colonies comme sur les colonisés sont ainsi véhiculés par le biais des films. Leur animalité se traduit à l’écran par la mise en avant de leurs gestes et de leurs mouvements. Leurs visages par contre n'apparaissent pas, pour ne pas personnifier les personnages. Cette représentation des administrés illustre de manière implicite la supériorité de la civilisation européenne, donc des métropolitains français. Dans le même temps, les colonies se voient coller une image simplifiée, leur identité étant niée et faussée.
Les acteurs noirs ne représentent dans le cinéma colonial français que des seconds rôles ou des figurations. Ils ne font l’objet d’aucune critique sur le jeu si ce n’est le réalisme de leur composition en tant que personnage noir, ce qui montre bien leur relégation dans l’idéologie coloniale. Ils demeurent anonymes alors que les acteurs blancs, métropolitains, considérés comme supérieurs, sont starisés. Leurs rôles sont répertoriés en deux images : celle du méchant qui est sauvage, sanguinaire à travers notamment le sorcier. Et au contraire le gentil serviteur des blancs. C’est le premier de ces rôles qui a été le plus représenté. Il s’agit de la représentation des administrés comme étant des gourous qui incarnent les forces surnaturelles et la tradition africaine, très présent dans l’imaginaire occidental. Les stéréotypes vont bon train, les autochtones dans L'Homme du Niger sont animalisés car ils attaquent le barrage alors que l’armée coloniale est là pour les humaniser. Dans des films de divertissement comme La Femme et le Rossignol, la présence des acteurs noirs permet de renforcer l’exotisme recherché par les réalisateurs, présente aussi avec des dialogues en langue vernaculaire ou par l’hyper sexualisation de la femme, infidèle qui est un élément perturbateur de l’action.
Il existe des contre-exemples d’acteurs noirs connu. C’est le cas d'Habib Benglia, qui a joué dans de nombreux films comme La Grande Illusion, mais qui n’est pas reconnu pour ses talents dans le métier. Il joue des seconds rôles avec des actions réduites, des rôles muets, il est en somme négligé. Sa couleur de peau fait qu’il est identifiable par le public. De cette manière, il est utilisé comme un élément qui rappelle l’histoire nationale, notamment celle « du brave sénégalais » qui est devenu iconique en France après la Première Guerre mondiale à la suite de la participation des tirailleurs sénégalais. Mais, il transmet lui aussi à travers ses personnages des stéréotypes sur la société africaine. Le mutisme de ses rôles n’est pas un hasard. Par là on tente de montrer un prétendu déficit intellectuel chez les Africains, ce qui est un préjugé colonial répandu. Dans Le Roman d'un spahi, son personnage Nyaor vend ses femmes car elles coûtent plus cher que ses chèvres. C’est ici l’illustration d’une société comme étant polygame et misogyne. L’ensemble de ces films traduisent les mentalités du cinéma colonial, plein de stéréotypes et persuadé de la supériorité des colons sur les colonisés, des Blancs sur les Noirs.

#### La diffusion des films coloniaux

Situation du quartier du Plateau à Dakar.

Situation du quartier de la Médina à Dakar.

Le cinéma en Afrique subsaharienne, est un outil de propagande. Le septième art est aussi un loisir, avant tout urbain, qui se développe à partir de la fin du XIXe siècle début XXe siècle en Afrique. En 1900, les premières diffusions apparaissent au Sénégal puis au Mali en 1908. Cependant, les situations sont très diverses suivant les colonies. La diffusion du cinéma colonial en Afrique subsaharienne est soumise à des logiques démographiques, historiques et culturelles. Les premiers cinémas, du moins les premiers films diffusés, sont projetés dans le meilleur des cas dans des hangars avec des bâches qui servent pour créer de l’obscurité, un groupe électrogène pour utiliser le projecteur et des chaises pliantes ou des bancs pour recevoir les spectateurs. Il suffit d’une toile blanche accrochée dans une place ou dans le fond d’une cour pour également proposer une diffusion en plein air. L’installation dans la durée du cinéma colonial passe par son installation dans des lieux fixes, de sociabilités. Dans les années 1920, les cafés, restaurants ou encore hôtels des quartiers européens se transforment en espaces de représentation cinématographique. C’est notamment le cas pour l’hôtel de la Poste à Saint-Louis, le Grand Hôtel du Palais à Dakar ou encore le Normandy à Bamako. Dans un premier temps, les diffusions cinématographiques se font dans des lieux publics comme privés, en intérieur comme en extérieur et touchent une minorité de personnes, les élites coloniales ou locales. La popularisation du cinéma colonial passe aussi par les écoles, où le but est éducatif comme propagandiste.
L’expansion de cette pratique s’effectue grâce notamment à des entrepreneurs actifs, dans des zones géographiques où il existe un potentiel de spectateurs importants. Les années 1930 voient la multiplication des projections de films. Aller au cinéma pour les colons mais aussi pour les colonisés, devient une activité régulière dès lors que les films sont diffusés dans des espaces clos et spécifiquement dédiés. Avant la création de grandes salles, les spectateurs viennent dans des lieux semi-ouvert en centre-ville. L’avant est protégé par un auvent et disposent de sièges. L’arrière est plus vaste mais en plein air avec des bancs. Deux grands circuits cinématographiques en AOF, la COMACICO et la SECMA, distribuent les films et construisent des salles. En 1926, Maurice Jacquin ouvre le Rex à Dakar. En 1933, la COMACICO gère deux salles en plus de celle-ci, le Bataclan et le Rialto. La diffusion du cinéma se développe considérablement à partir de ces salles. On retrouve le Rex ou/et le Vox à Saint-Louis, Bamako ou encore Abidjan dans les années 1930. Trente-huit films français sont aussi projetés au Soudan français en 1936 dont La Bandera de Julien Duvivier, Plein aux as de Jacques Houssin ou encore Un homme en or de Jean Dréville. Le Sénégal est la colonie la plus prolifique en termes de salles, notamment à Dakar où on retrouve une dizaine de cinémas en 1948. Cependant voir un film reste rare dans d’autres villes. Il n’y a pas de cinéma à Conakry avant 1945. En campagne, cela est presque impossible. Il faut avoir la chance de voir passer dans son village un cinéma itinérant. L’événement est tellement incroyable qu’il est accompagné de fêtes. Jusque dans les années 1930, les colons représentent une grande partie des spectateurs qui viennent voir les diffusions.
Par la suite, avec la multiplication des projections s’observe une augmentation du nombre de spectateurs. Les Africains deviennent alors majoritaires dans les salles. Jean Rouch dans les années 1960 fait le constat que les Européens vont trente à quarante fois par an au cinéma, alors que les Africains seulement une fois tous les trente à quarante ans. Cela est à nuancer. Les forts contrastes de l’offre cinématographique dans les différentes villes et colonies de l’Empire français amènent à des situations très variées. Les territoires où l’on retrouve le plus de salles se situent sur la façade maritime, dans des grandes villes. Les élites locales y vont parfois plusieurs fois par semaine. Dans les campagnes, la diffusion n’est qu’un rêve souvent inaccessible. C’est le cas au Tchad ou encore au Niger où l’on ne retrouve que respectivement quatre et deux cinémas standards dans les années 1950. Deux colonies représentent plus de la moitié : Le Sénégal dispose en dispose de cinquante-six et la Côte d’Ivoire trente-trois.
Le cinéma est aussi un lieu où s’exprime une hiérarchisation de la population dans les colonies subsahariennes. La distinction du type de place entre les Européens et les Africains traduit une idéologie raciale ancrée dans les mœurs, mais qui s’exprime de manière indirecte. Dans les villes les plus peuplées comme Dakar, la hiérarchisation s’effectue par la gamme de cinéma car il y a beaucoup d’habitants et donc beaucoup de salles. Au Palace en 1936 dans le quartier européen du Plateau, le prix du billet est de 12, 10 ou 8 francs. À cela s’ajoute pour les colonisés le prix du transport car ce quartier se trouve à la pointe de Dakar. Ce cinéma n’est donc pas accessible hormis pour les élites locales. Le reste de la population peut alors se tourner vers le quartier limitrophe plus populaire de la Médina où les places sont vendues au prix de 5 ou 3 francs. La ségrégation est donc indirecte par le prix des places et du transport, qui permet de sélectionner ou tout simplement cantonner les spectateurs. Dans les villes plus petites, les lieux sont partagés. La ségrégation passe par le prix des places qui diffère si l’on est assis sur un fauteuil, un banc ou bien rester debout, mais aussi par la proximité de l’écran. Les places les plus chères sont celles de l’arrière de la salle. La séparation est sociale mais qui dans un contexte colonial prend une tournure raciale. L’histoire respective avec par exemple le rôle des élites coloniales, est aussi un facteur de hiérarchisation propre à chaque ville ou colonie. La ségrégation concerne aussi les femmes. En effet le public est essentiellement masculin car peu de femmes sont scolarisées et encore moins salariées, ce qui limite leur accès aux diffusions dans les salles de cinémas.

### Les colonies maghrébines
Le cinéma colonial au Maghreb véhicule des normes à propos de la réalité coloniale. Ce cinéma a pour but de faire prendre conscience au public l’immensité de l’Empire français. C’est un moyen pour le public d’avoir un visuel sur ce qui compose l’Empire, au-delà de la presse écrite. L’apparition du Maghreb dans les films coloniaux a donc pour principal objectif de rattacher les colonies à la France métropolitaine mais aussi de montrer une réalité au sein de territoires éloignés. Le Maghreb est un espace à fortes valeurs imaginaires qui nourrit les scénarios des nombreuses productions qui s’y déroulent. Un espace contenant des décors qui sont utilisés pour la propagande coloniale française. La dualité entre la France et le Maghreb, c’est illustrer la dualité entre l’Occident et l’Orient. Le Maghreb n’apparaît plus comme un espace étranger ou lointain mais bel et bien comme un espace colonial dans les années 1930.

#### Le Maghreb, point d’ancrage du cinéma colonial français en Afrique
Il y a une volonté d’explorer l’Afrique du Nord, une volonté de découvrir les modes de vie de civilisations étrangères. Avant de réaliser de véritables films, ce sont de courtes bandes filmées qui sont produites à la suite d’expéditions, à la fin du XIXe siècle. Elles ont pour objectif de retracer la vie quotidienne des Maghrébins. Elles apparaissent plus comme des documentaires que des films. Elles donnent des informations géographiques et historiques sur un espace qui est inconnu pour la plupart. C’est un moyen pour la population de France métropolitaine de découvrir les colonies de son empire. Ces courtes bandes filmées sont les premières ébauches d’un cinéma qui va rapidement en tirer profit pour réaliser des productions plus longues. Les films tournés reprennent souvent les mêmes thèmes. C’est-à-dire que l’on retrouve des conflits entre des « tribus », le rôle civilisateur de la France, l’histoire de la conquête de la France, le pouvoir des chefs militaires au sein des colonies mais aussi le quotidien de médecins et instituteurs. Les réalisateurs qui se rendent au Maghreb suivent une commande. Ils n'ont pas de réelle opportunité de s’exprimer à travers leurs productions, du moins pour un certain nombre, ce qui montre le contrôle des autorités coloniales sur les cinéastes. De cette manière les réalisateurs ne remettent jamais la colonisation en cause. Mais dans ces films, le sujet principal reste le Maghrébin. Il est présenté souvent au côté des autorités. Il faut d’ailleurs souligner, qu’il y a très peu d’acteurs maghrébins qui s’illustrent dans les films, ce sont des acteurs français. Cela illustre aussi le fait que l’objectif est de montrer qui possède le contrôle sur la société coloniale. Dans les films, on voit s’imposer une dualité, la France face à ses colonies du Maghreb. Le territoire colonial est souvent représenté dans les premières scènes des films par un paysage vide, sans présence humaine ou animale. Les trois pays du Maghreb sont caractérisés par le vide, l’aridité et le manque de civilisation. L’occupation française a pour objectif de combler ce vide.
Début XXe siècle, de nombreux films coloniaux sont réalisés au Maghreb, parmi eux, on peut citer :
Pour l’Algérie : L’Atlantide de Jacques Feyder en 1921. Un scénario inspiré du roman de Pierre Benoit, une exploration qui se déroule dans le sud du désert du Sahara, L'Aventurier de Maurice Mariaud et Louis Osmont en 1924 ou Le Bled de Jean Renoir en 1929. Au Maroc on retrouve des films comme : Les Hommes nouveaux de Émile-Bernard Donatien et Édouard-Émile Violet en 1922, Les fils du Soleil de René Le Somptier en 1924 ou encore Le Grand Jeu de Jacques Feyder en 1934. Enfin en Tunisie, on retrouve des films comme : La Maison du Maltais d'Henri Fescourt en 1927, Princesse Tam Tam de Edmond Gréville Thonger en 1935 ou La Maison du Maltais (II) de Pierre Chenal en 1938.
La plupart du temps, les films sont réalisés à la suite d’initiative privée. Parmi elles, il y a Les Actualités françaises ou encore France Outre-Mer. Cependant la réalisation de ses films se fait avec l’appui de l’administration qui est en place. L’État apporte un soutien et conserve le droit de diffusion non commerciale des films. De cette manière, il garde la main sur ce qui est produit mais aussi diffusé. On parle, aujourd’hui de 820 documentaires coloniaux français réalisés entre 1896 et 1955. S’ajoutent à eux, 300 films de fiction. Finalement, 45 % de la production est tournée au Maghreb. C’est dans les années 1920 que la production est la plus importante. Enfin, environ 2 000 films français ont été produits en lien avec l’entreprise coloniale.
Une production au Maghreb qui est donc conséquente et qui montre que c'est par ses colonies que le cinéma colonial français commence son œuvre avant de la propager par la suite dans d'autres colonies. L'État reste proche de sa production, c'est un moyen de propager les bienfaits de la mission civilisatrice qu'il développe dans ses colonies et plus précisément, auprès des Maghrébins.

#### La représentation des Maghrébins dans les colonies du Maghreb: entre imaginaire et réalité coloniale
À travers les films qui sont réalisés, il y a l’idée pour les réalisateurs de présenter une réalité politique mais aussi de donner au public des scènes d’exotismes qui laissent place à un imaginaire. Le cinéma colonial de fiction s’est construit non seulement du fait de la réalité politique, c’est-à-dire du contexte colonial de l’époque mais aussi à cause de toutes les constructions imaginaires édifiées par les autres supports de représentation : la littérature, la presse écrite, la peinture.
Dans la présentation des divers films qui sont tournés au Maghreb, le Magrébin est marqué par des stéréotypes et des préjugés qui sont souvent liés à l’imaginaire. Il est perçu comme une personne peu civilisée, qui n’a pas de structure autour de lui pour évoluer. Il vit dans une société qui n’est pas organisée et qui laisse place au désordre. Cette image marque une fracture sociale avec la société française, une opposition. Il est parfois perçu comme un délinquant mais aussi parfois, au contraire, proche des colonisateurs. L’image du Maghrébin évolue en fonction de ce que veut montrer le film. Cependant, il y a une confrontation entre la réalité et l'imaginaire. Dans les films qui sont conçus, on retrouve une réalité mais aussi des stéréotypes qui sont seulement imaginaires. Cette opposition s'exprime de diverses manières, mais souvent, c'est à travers le couple qu’elle s'illustre. Des sentiments amoureux ou d'amitiés qui relient un homme et une femme qui ont tous les deux des origines qui les opposent. Un couple franco-maghrébin qui se solde souvent par un échec. Cet échec est dû à l'idéologie coloniale, une suprématie du patriotisme ou des raisons militaires qui passent avant les sentiments. Il y a de plus un seuil de tolérance à ne pas franchir en matière de relation avec le Maghrébin. C’est-à-dire, avoir à l’idée que chacun doit être à sa place, il y a le colonisateur et le colonisé. Le Français est représenté sous la forme d’un homme militaire, généralement un légionnaire. Ce dernier frustré se rend dans les colonies et fait la rencontre d’une jeune « indigène ». Ainsi, à travers le légionnaire, on retrouve un personnage qui se libère des codes face à la femme qu’il rencontre mais sans pour autant oublier son devoir de maintenir l’ordre. C’est dans les années 1930 que se diffuse cette image du légionnaire. Une période où l’espace maghrébin, devient non plus un espace lointain mais véritablement un espace périphérique de la France. Il y a une consolidation de la puissance française et une intériorisation des Maghrébins dans la métropole.
Le film Feu ! de Jacques de Baroncelli en 1937, illustre cette représentation du couple dans le cinéma colonial français. C’est la relation entre une jeune résistante marocaine de Tanger et un jeune capitaine de la marine française. Ce dernier à la fin du film, fait sombrer le navire où se trouve la jeune femme. Ce genre de séquence illustre le fait que le patriotisme est plus fort que les sentiments amoureux. Enfin, de nombreux films sont réadaptés dans les années 1920 et 30. Des films qui reçoivent une sonorisation et donc une nouvelle version. L’histoire y est modifiée, les réalisateurs rajoutent la réalité de la société de l’époque.

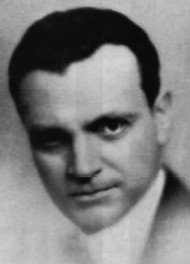
Henri Fescourt.

L'Occident est un film réalisé par Henri Fescourt. La première version est réalisée en 1927 et la seconde en 1938. Il y a une évolution concernant Hassina, une femme marocaine analphabète, qui rencontre un officier français et qui tombe sous son charme. Hassina dans la première version, va en France avec l’officier et elle reçoit une éducation qui lui permet d’apprendre à lire et écrire correctement. Dans la seconde version, le réalisateur fait le choix d’apporter des modifications à certains passages. Hassina refuse de chanter en marocain lors d’une fête à Paris. Elle dit qu’elle ne serait pas capable de chanter en marocain car elle ne sait plus parler sa langue d’origine, elle parle désormais uniquement le français, elle le parle tellement bien que son accent ait presque disparu. Ici, l’objectif est de montrer le phénomène d’acculturation mais surtout de montrer l’aspect bienfaiteur du colonisateur sur le colonisé. Le réalisateur montre les répercussions de la France sur ses colonies, ici, elle apporte l’instruction à « l’indigène ». Un discours assimilationniste, c’est-à-dire un discours que la France adopte face à ses colonies et qui a pour objectif de faire disparaître tout particularisme culturel et d’imposer une assimilation culturelle aux pays colonisés.

#### Comment le cinéma est diffusé dans la zone
En Afrique du Nord et en particulier au Maghreb, on retrouve des salles de cinéma dès le début du XXe siècle. Alger, en 1920, a déjà une douzaine de cinémas et une trentaine dans les années 1950. Au Maroc, à Casablanca en 1924 puis à Rabat en 1925, apparaissent des salles.
L’accès au cinéma dans les colonies reste compliqué du fait d’un sous-équipement, mais également du fait que le cinéma n’est pas bien vu par les autorités qui se montrent réticentes. Une censure s'installe, l'administration française décidant quel film a le droit d'être diffusé. Il est possible que certains films projetés engendrent des oppositions entre les autorités et la population « indigène ». Les salles de cinéma sont perçues comme des lieux de rassemblement pour les populations, des espaces de réunions pour exprimer des revendications politiques ou syndicales.
Il existe de fortes disparités entre les villes et les campagnes mais aussi entre les régions et les pays. Au départ, il n’y a pas de salles de cinéma en tant que telles. Les projections ont lieu dans les caves de cafés, des baraques foraines, des théâtres. Les toutes premières salles de cinéma et établissements prévus à la projection de films apparaissent dans les années 1930.
En Algérie et au Maroc, les projections payantes, de « photographies animées » se diffusent rapidement. Au Maroc, cela est différent : le sultan accapare le monopole de la projection des films, le reste de la population a peu d'occasions d'en visionner.
Dans les années 1907-1908, la place donnée au cinéma évolue. En Algérie mais aussi en Tunisie, la presse locale intègre dans les journaux des rubriques cinématographiques, qui présentent les films qui vont être diffusés, avec indication des lieux et horaires. À Alger en 1909, il y a plusieurs établissements, parmi eux l’Omnia Pathé Cinéma ou le Royal Cinéma. On retrouve à Alger toujours, en juillet 1914, sept « théâtres cinéma ».

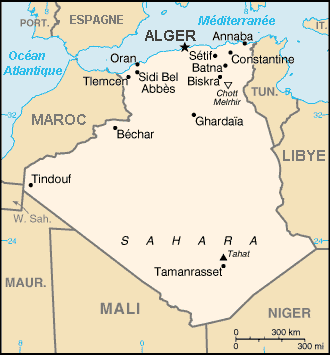
Carte de l'Algérie.

La Première Guerre mondiale va être un facteur d’accélération dans la propagation du cinéma dans les colonies. La guerre engendre une migration de population vers la métropole. On dénombre environ 275 000 hommes algériens, soldats et civils, qui vont migrer vers la France. Certains d’entre eux vont y découvrir le cinéma aux armées mais aussi le cinéma civil. Pour ceux qui vont rentrer en Algérie, il y a le souhait de conserver cette pratique de se rendre au cinéma, une forme d’acculturation. Après la guerre, on ouvre des salles non seulement dans les centres-villes mais également dans les faubourgs. Le cinéma permet la diffusion d’une culture. Le facteur qui montre l’augmentation de spectateurs dans les salles de cinéma est le chiffre d'affaires des salles. En Algérie, le montant des recettes passe d’environ 2,5 millions à 35 millions de francs entre 1922 et 1932. Il faut savoir qu’auparavant, les films projetés étaient des films muets, le basculement a lieu dans les années 1920. À partir des années 1940 pour l’Algérie, le cinéma est véritablement devenu un loisir pour la population. Cependant, il faut nuancer ces propos ; cela ne signifie pas qu’une grande majorité des Algériens se rendent au cinéma de manière quotidienne, mais le cinéma est devenu une activité de loisirs adoptée par la population.
À la veille de la Seconde Guerre mondiale, Alger possède quarante salles, Oran quant à elle 22. Elles sont les deux villes d’Algérie où l’on retrouve le plus de salles de cinéma. En 1933 est inauguré le Majestic, il est le plus grand cinéma d’Afrique du Nord et sûrement d’Afrique. Il a la capacité d’accueillir 3 500 personnes. Dans les années 1930, il y a une amélioration de la qualité des installations mais aussi des équipements, mais il existe des écarts flagrants sur l’ensemble du territoire algérien. Malgré tout, le cinéma s’est démocratisé. Sur les 40 salles que compte Alger, 15 salles sont situées dans des quartiers populaires.
Au sein des trois pays du Maghreb qui dépendent de la France, il y a des disparités. L’Algérie apparaît comme la colonie la plus avancée dans le domaine cinématographique et surtout dans la diffusion des films sur son territoire. Le Maroc n’a pas comblé son retard sur ses deux voisins, malgré la présence en 1933 de salles pouvant rivaliser avec celles d’Alger. Pour illustrer cet écart, en 1939, l’Algérie compte 188 salles, la Tunisie 47 salles, le Maroc 56 salles. Le retard du Maroc s’explique du fait qu’il est placé sous protectorat en 1912, soit 40 ans après la Tunisie et que le contrôle militaire s’achève en 1934. Autre caractéristique qui ressort au sein des pays du Maghreb, au Maroc, c’est à Casablanca que le cinéma est le plus important, en Tunisie c’est à Tunis. À la différence de ses voisins, on retrouve une plus grande homogénéité en Algérie.
Pendant l’entre-deux-guerres, se développe la « caravane cinématographique », une pratique qui existe depuis plusieurs années au Maroc et en Algérie. En Tunisie, elle est officialisée en 1939. C’est une tournée sur plusieurs mois. Elle a pour volonté de faire des représentations à travers le pays, de ville en ville, une opération qui s’adresse à toutes les catégories de la population. En Tunisie, par localité en moyenne, 2 000 personnes se déplacent afin de venir assister à ses représentations. Les films projetés mettent en avant la grandeur de la France. Les caravanes cinématographiques ne se détachent pas de la propagande coloniale, elles diffusent le message colonial.
On observe qu’à la fin de la Seconde Guerre mondiale et jusqu’aux indépendances des colonies du Maghreb, il y a des tentatives d’installer un cinéma autochtone, une production locale autonome qui essaye de se faire une place malgré l'influence de l'administration française. En 1946, apparaît le centre cinématographique tunisien. En 1946, il accueille environ 160 000 spectateurs. Au cours des années 1950, il y a accentuation de spectateurs dans les salles au Maghreb. Les films projetés ont un caractère social et économique, toujours dans l’optique de présenter la mission civilisatrice de la France au Maghreb, mais de manière générale, les colonies s’ouvrent sur l’extérieur. En Afrique, les salles passent de 755 en 1930, à 1683 en 1951 puis à 2168 en 1960. Les salles se trouvent principalement au Maghreb. Un essor qui est dû à une croissance urbaine, des revendications populaires mais aussi par la venue d’investisseurs privés. Parmi les spectateurs, les plus nombreux sont les jeunes. De plus, il y a une prédominance masculine au sein des salles de cinéma. La diffusion des salles de cinéma ne se fait plus seulement dans les grandes villes, les salles se diffusent aussi dans les villes moyennes.».

### La colonie indochinoise

#### L'Indochine peu représentée dans les films diffusés dans la colonie
Sur les films coloniaux qui portent sur l’Indochine, très peu sont diffusés en Indochine. La plupart des films diffusés dans les cinémas indochinois sont avant tout des films français. La population indochinoise est très nombreuse à venir découvrir les films et documentaires français.
Mais à l’inverse, il y a de nombreux films-documentaires qui sont produits en Indochine, même si au temps des films muets, l’Indochine fut très peu exploitée par les cinéastes, et certains films en projet ne verront même pas le jour. La population de l’Indochine profite donc peu des films malgré le prix assez cher des places.
Très souvent dans les mentalités, on pensait que les films produits et réalisés en métropole étaient mieux mais en Indochine, il y a quelques films qui sont de bons films. À l’instar du film des Ruines d’Angkor visitées par le maréchal Joffre qui aura un grand succès en France mais qui est surtout réservé aux élites. Heureusement, car pour ce film le matériel qui avait été fait importer de France avait coûté 25 000 francs. Ce film est tourné lors du déplacement du maréchal Joseph Joffre en 1921. Lors de son voyage en Indochine, il est accueilli par les populations de manière triomphale et une foule de plus de 5 000 personnes compose le cortège ainsi que soixante éléphants.

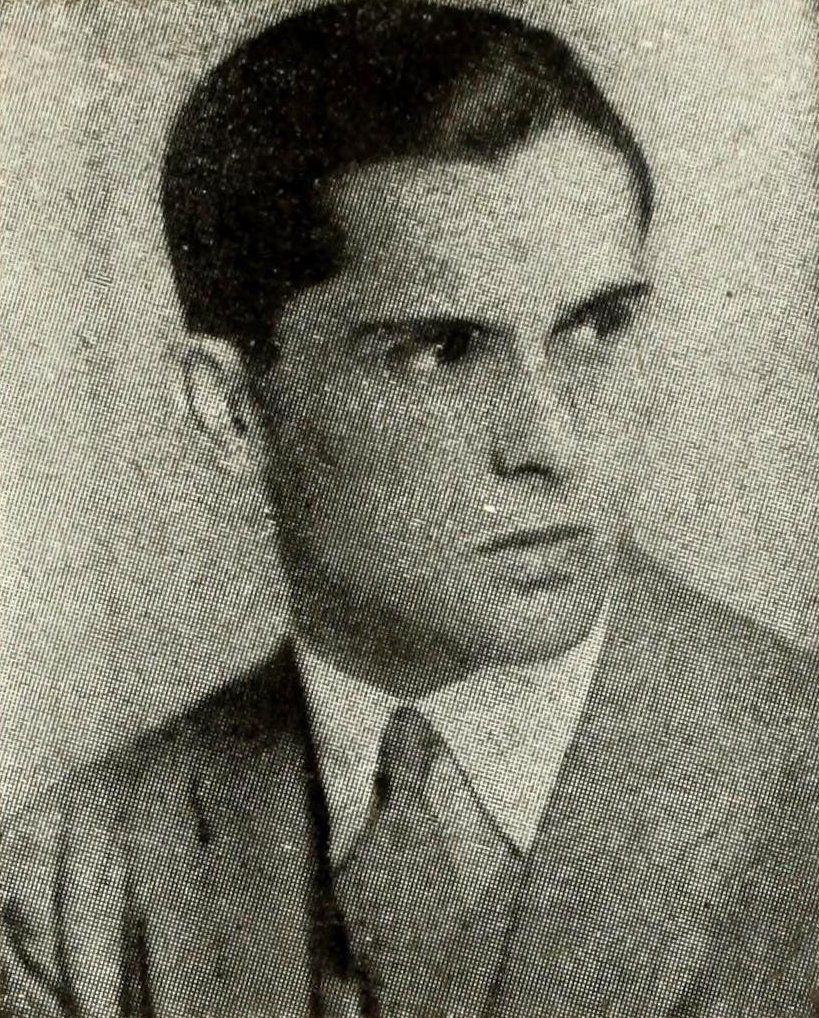
Henri Chomette.

Autres thèmes abordés, une course de vélo organisée sur plusieurs jours filmés. Le « Tour d’Indochine cycliste » fut projeté régulièrement dans tout le pays. Il permet de montrer les bienfaits du sport, les nombreux paysages et les relations étroites entre les différents pays composants l’Indochine. Mais on peut citer également le film Au pays du roi lépreux, de Jacques Feyder et Henri Chomette produit en 1927, qui retrace le voyage de ces deux hommes qui sont partis en Cochinchine et au Cambodge pour réaliser un film asiatique équivalent à L’Atlantide ; le film échoua et ne restera qu’un documentaire.
Georges R. Manue produit en 1938 un court métrage de 19 minutes, Harmonieux ombrages d’Indochine. C’est un reportage qui présente les plantations d’hévéas en Indochine et la production de caoutchouc. Il souligne les investissements de la France et les moyens pour améliorer le travail de la main-d’œuvre locale.
Le 8 juillet 1925, lors d’un gala au profit de l’Enfance indochinoise, un film inédit tourné en Indochine et tiré du Kim-Vân-Kiêu, le roman national annamite, est diffusé. Il est interprété par des Indochinois. Il est présenté également par des élites indochinoises. Un des acteurs tonkinois que l’on retient a joué dans le film Tou Fou, qui est diffusé dans tous les cinémas de Hanoï et qui a eu un fort succès dans toute l’Indochine. C’est un amateur provenant d’une famille bourgeoise de Haïphong qui par ses expressions du visage a séduit le directeur de la société Indochine Films & Cinémas (I.F.E.C.). L’exotisme mis en avant par les films et documentaires, fait apparaitre et représente une tierce « couleur » qui arrive tardivement notamment pour les besoins du colonialisme. Les projections cinématographiques représentent une « race jaune » avec des traits physiques particuliers.
Le problème de la production des films en Indochine c'est qu'il y a un manque de pellicule et leurs importations avec la métropole étant devenus difficile, l'Indochine se retrouve très souvent obligée de faire appel au Japon, que ce soit pour les fournitures, les tirages mais aussi la sonorisation des films.

#### Des moyens mis en place pour mettre en lumière une colonie peu représentée
Plus les colonies sont éloignées, plus les films se font rares. L’Indochine ou encore Madagascar sont moins représentés par rapport à l’Afrique du Nord et l’Afrique noire. Le service photo-cinématographique de l’Indochine est créé dans un but de propagande. La société s’engage à assurer chaque année la production de films d’actualités ou de documentaire. En 1927, un contrat est signé pour produire 20 000 mètres de film et en 1929 un nouveau contrat promet 15 000 mètres. Dans les années 1940, on dénombre une centaine de salles de cinéma en Indochine, elles se regroupent notamment dans les grandes villes.
- Saigon-Cholon (actuellement Hô Chi Minh-Ville) : 13 salles
- Hanoï : 7 salles
- Haïphong : 5 salles
- Vinh : 3 salles
- Phnom Penh : 8 salles

Une vingtaine de ces cinémas sont indépendants et parmi les cinémas restants une moitié sont tenus par la société Indochine Films & Cinémas (I.F.E.C.) et l’autre moitié par la Société Ciné Théâtre d’Indochine. Les cinémas en Indochine portent des noms très occidentaux comme le Palace, le Pathé à Hanoï mais l’on retrouve également le cinéma tonkinois. Et en octobre 1931, un nouveau cinéma voit le jour, à Hanoï, le Majestic. Cette ville au nord-est, est à l’époque la capitale de l’Indochine française mais c’est une capitale en pleine crise et Saigon au sud tente de rivaliser. Cependant, malgré la crise le nouveau cinéma connait un grand succès et c’est près de 1 200 personnes qui viennent assister à des diffusions seulement huit jours après son ouverture. Pour avoir autant de monde, la direction fait le choix de commencer la diffusion par un film grossier et qualifié d’idiot pour attirer la masse populaire c’est-à-dire les Français moyens et les autochtones, au lieu d’attirer les élites. De plus les propriétaires du Majestic poursuivent inlassablement leur œuvre de vulgarisation du cinéma en le mettant à la portée de toutes les personnes et de tous les moyens notamment en appliquant un rabais de 25 % sur le prix des places. 
Les films parlants se développent et c’est ce qui est majoritairement diffusé dans la plupart des salles car les gens favorisent le progrès. Les productions cinématographiques sont cependant diffusées également gratuitement notamment dans les écoles des grandes villes ou lors de manifestations publiques, comme les foires-exposition comme celle de Saigon en 1942. Mais aussi à l'étranger comme en Amérique ou sur des paquebots transatlantiques.
Le Japon est également présent en Indochine mais les films sont surtout diffusés dans les cinémas français et vietnamiens et très peu dans les cinémas dirigés par les Japonais. De plus, la fréquentation était moins forte dans les cinémas japonais. Avec son développement et sa diffusion plus grand, le cinéma colonial français devient pour la métropole une réelle arme de propagande et c’est notamment pour cela qu’il y a un renforcement des contrôles sur les productions cinématographiques.

#### Le cinéma colonial en Indochine, propagande et censure

Indochine française 1900-1945.

Le cinéma colonial met en lumière des colonies pour vanter leur ressource, c’est une preuve vivante des ressources et de l’activité de l’Indochine. Cependant, ces films sont avant tout diffusés en France et non pas dans les colonies. Le cinéma est un bon moyen de propagande et en plus les films donnent plus de divertissement que les autres moyens de propagande. De plus, à chaque fin de diffusion, dans les années 1940, le portrait du maréchal Pétain est projeté avec en fond sonore la Marseillaise liée à « l’hymne annamite ». Et c’est 60 disques à refrains qui sont distribués entre juillet 1942 et juin 1943 dans les provinces et les salles de cinémas.
Tous les reportages sont produits dans un but précis, exalter le régime nouveau et mettre en avant le rapprochement franco-indochinois, comme la diffusion de la construction du chemin de fer de Vinh à Dôngha, celle de la route du Tân-ap Thakhek ou la mise en service du barrage et des irrigations du Thanh-hoa. Avec ça, c’est près de 70 000 affiches qui sont achetées ou commandées à l’effigie du maréchal Pétain d’après un rapport de Vichy.
Le gouvernement a en plus censuré toute diffusion visuelle concernant les conflits et la guerre d’Indochine. Cette guerre qui oppose deux anciennes entités unies s’ouvre dès 1945, à la fin de la Seconde Guerre mondiale. En Indochine, l’actualité de la guerre n’est pas diffusée et en France, la population s’en détourne car elle est peu attirée par cette guerre « de trop ». C'est surtout après la décolonisation que des films produit en Indochine et ayant pour thème la guerre d’Indochine sortent sur les écrans. En effet, malgré le fait que la France ait quitté l’Indochine depuis plus d’un demi-siècle, la nostalgie de l’Indochine reste présente dans le cinéma et on lit encore la dénomination d’Indochine pour désigner le Laos, le Viêt Nam et le Cambodge.

## Autres pays

### En Italie
Selon l'universitaire Mark Goodall, le genre mondo se rapproche parfois du cinéma colonial en dispensant un regard exoticisant et paternaliste sur son sujet.

#### Monographies
- Marc Ferro, Cinéma et histoire, Paris, Gallimard, 1993.
- Abdelkader Benali, Le Cinéma colonial au Maghreb, Paris, Éditions du Cerf, 1998.
- Pascal Blanchard (dir.) et Sandrine Lemaire (dir.), Culture impériale 1931-1961 : les Colonies au cœur de la République, Paris, Autrement, 2011.
- Nicolas Bancel, Pascal Blanchard et Françoise Vergès, La Colonisation française, Toulouse, Milan, 2007.
- Odile Goerg, Fantômas sous les tropiques : aller au cinéma en Afrique coloniale, Paris, Vendémiaire, 2015.
- Morgan Corriou, Publics et spectacle cinématographique en situation coloniale, Tunis, IRMC-Laboratoire CERES, 2012.
- Pascal Blanchard et Sandrine Lemaire, Culture coloniale 1871-1931, Paris, Autrement, 2003.
- Pierre Boulanger, Le Cinéma colonial de L'Atlantide à Lawrence d'Arabie, Paris, Seghers, coll. « Cinéma 2000 », 1975, 291 p..
- Moulay Driss Jaïdi, Le Cinéma colonial : histoire du cinéma au Maroc, 2001, 254 p. (ISBN 9981960446).
- Francis Ramirez et Christian Rolot, Histoire du cinéma colonial au Zaïre, au Rwanda et au Burundi, Bruxelles, Musée royal de l'Afrique centrale, 1985, 527 p..

#### Publication universitaire
- Charlotte Meyer, Les Naissances du cinéma francophone subsaharien : les regards croisés de Jean Rouch et Ousmane Sembène (Mémoire), Rimouski, 2004.

#### Chapitres et articles
- « L’Éveil économique de l’Indochine », sur gallica, 4 octobre 1931.
- « Le cinéma colonial français, entre exotisme et propagande », sur la cinémathèque de Toulouse, 09-10/2018.
- Pascal Blanchard et Olivier Barlet, « Rêver : l'impossible tentation du cinéma colonial », dans Sandrine Lemaire et Pascal Blanchard, Culture coloniale en France, Paris, CNRS Editions/ Autrement, 2003, 119-135 p..
- Christian Jounaud, « L'Afrique noire au cinéma », Le Mouvement social, no 126,‎ 1984, p. 83-89.
- Nathalie Coutelet, « Habib Benglia et le cinéma colonial », dans Cahiers d'études africaines, Éditions de l'EHESS, 2008, p. 531-548.
- Chizuru Namba, « La propagande visuelle », dans Français et Japonais en Indochine (1940-1945), colonisation, propagande et rivalité culturelle, Karthala, 2012, p. 132-134.
- Delphine Robic-Diaz, « L’Indochine, horizon cinématographique », dans Indochine, des territoires et des hommes, Gallimard, 2013, p. 145-147.
- Marc-Henri Piault, « L'Exotisme et le cinéma ethnographique : la rupture de La Croisière noire », Journal of Film Preservation, no 63,‎ 2001, p. 6-16 (lire en ligne).
- Saïd Tamba, « Propos sur le cinéma colonial en tant que genre populaire », L'Homme et la société, no 154 « Le Cinéma populaire et ses idéologies »,‎ 2004, p. 93-108 (ISSN 0018-4306, lire en ligne).
- Nadège Tsogo, « Le cinéma au Cameroun français (1935-1960) : une arme au service de la puissance coloniale ? », sur Africultures, 13 novembre 2016.
- « Cinéma colonial dans l'Empire colonial français » sur berlemon.net.

### Filmographie
- Anna Schmidt, Das Auge Afrikas. Der Filmpionier Hans Schomburgk, 2019, documentaire, 91 min.
- Site colonialfilm.org.uk, portant sur l'Empire colonial britannique, compilant divers films coloniaux.
- Films d'archives des anciennes colonies, sur cinememoire.net.